# Bulbophyllum cupreum
Bulbophyllum cupreum es una especie de orquídea epifita originaria de Asia.

## Descripción
Es una orquídea de pequeño tamaño que prefiere el clima cálido, con hábitos epifita y con pseudobulbos  cubiertos, ovalados,  carnosos con una sosla hoja, apical, coriácea, oblonga a elíptica: Florece en el otoño en una inflorescencia de 14 cm de largo y delgada, colgante en forma de racimo laxo con 4 brácteas equidistantes y que llevan hasta 20 flores malolientes.

## Distribución y hábitat
Se encuentra en Birmania, la península Malaya y las Filipinas a una altitud de alrededor de 500 metros en los troncos de los árboles. .

## Taxonomía
Bulbophyllum cupreum fue descrita por John Lindley y publicado en Edwards's Botanical Register 24: Misc. 95. 1838.
Etimología
Bulbophyllum: nombre genérico que se refiere a la forma de las hojas que es bulbosa.
cupreum: epíteto latino que significa "de color cobre".
Sinonimia
- Bulbophyllum pechei W.Bull
- Phyllorchis cuprea (Lindl.) Kuntze
- Phyllorkis cuprea (Lindl.) Kuntze[3][4]